# یوهانس براندروپ
یوهانس براندروپ (انگلیسی: Johannes Brandrup؛ زادهٔ ۷ ژانویهٔ ۱۹۶۷) یک هنرپیشه اهل آلمان است. وی از سال ۱۹۹۳ میلادی تاکنون مشغول فعالیت بوده‌است. 
از فیلم‌ها یا برنامه‌های تلویزیونی که وی در آن نقش داشته است می‌توان به هشدار برای کبرا ۱۱ و جنگ‌های صلیبی اشاره کرد.